# 板棍球

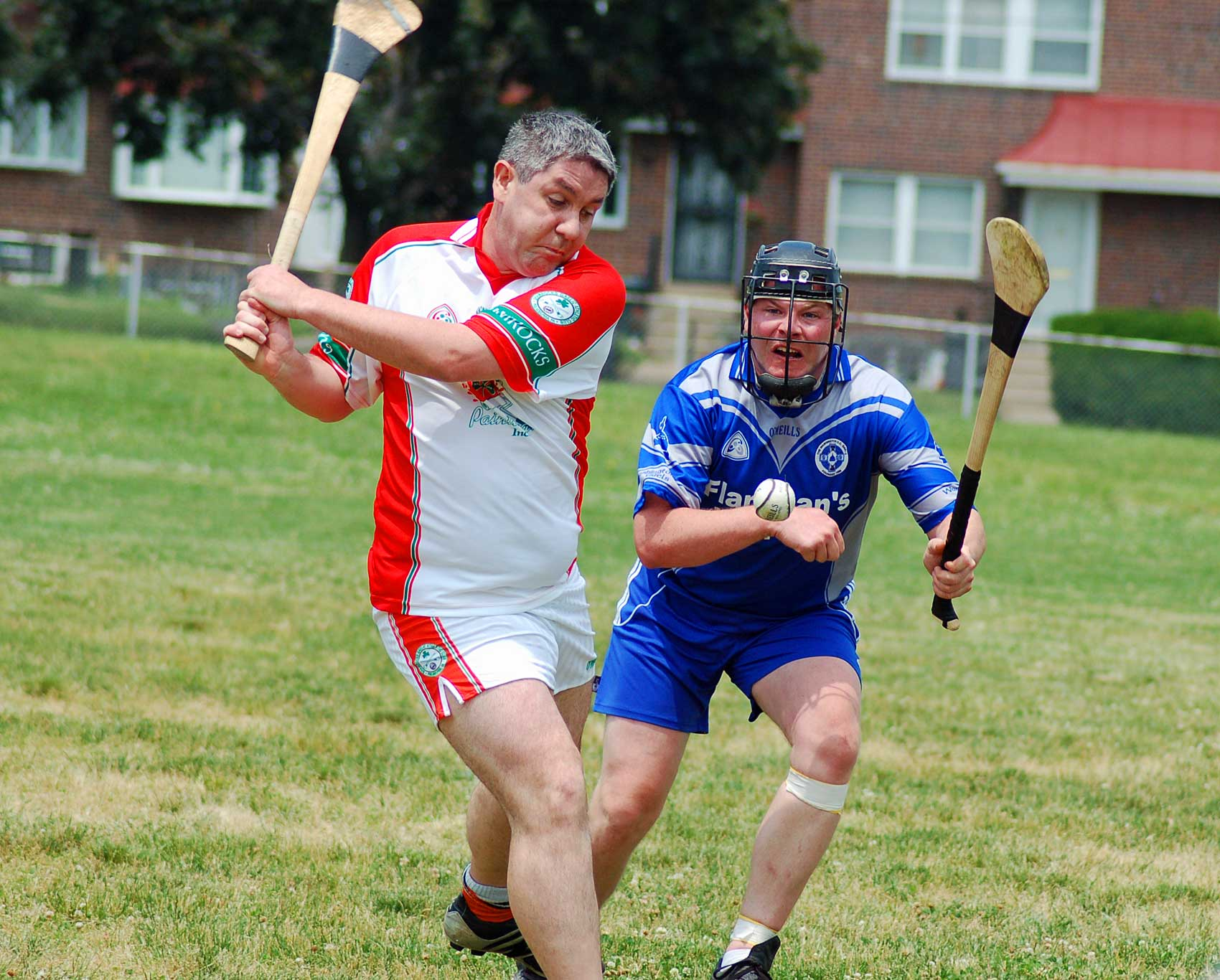
板棍球擊球動作

板棍球（英語：Hurling；愛爾蘭語：iománaíocht、iomáint），又稱愛爾蘭式曲棍球，是一種使用前端為平板的球棍運球與擊球的團隊球類運動，與蓋爾式足球並稱為愛爾蘭兩大運動。
板棍球比賽雙方各上場15名球員，比賽時間全國性70分鐘，地區性60分鐘，青少年組50分鐘，分成上、下半場。比賽場地與蓋爾式足球一樣，為長方形草地，兩端線中央各有一個「H」形球門。比賽的目的是將球用板棍打擊射門得分，比賽時間終了時，以得分多者為勝隊。
持球員向前推進時，會結合握球、運球（將球置放於球棍前端板面上），然後用板棍打擊傳球給其他隊友，或直接射門得分。
板棍球與蓋爾式足球一樣，是由愛爾蘭最大的運動組織－蓋爾運動協會所主導。

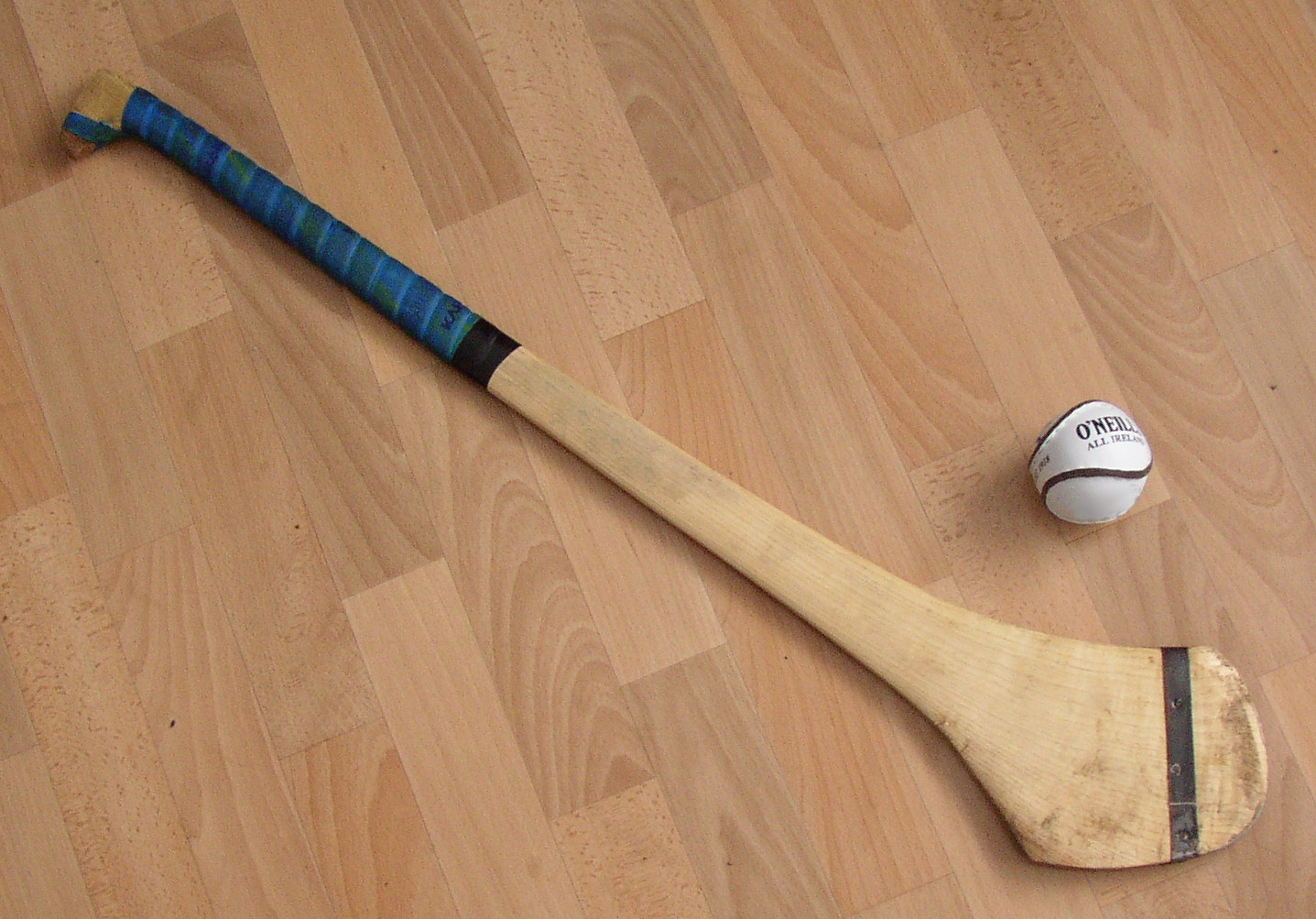
球棍與球

## 外部連結
- 板棍球簡介影片，youtube （页面存档备份，存于）